# Athelprincess (schip, 1929)
De Athelprincess was een Brits motortankschip van 8.882 ton. Ze werd gebouwd in december 1929 op de scheepswerf van  William Hamilton & Co Ltd. Port Glasgow, Schotland.  De eigenaar was United Molasses Co Ltd. Londen met Liverpool als thuishaven. Het tankschip had een 51-koppige bemanning en haar lading bestond uit ballast. De tanker vertrok samen met konvooi UC-1 vanuit Liverpool naar Curaçao in februari 1943.

## Geschiedenis
Omstreeks 07.41 uur op 23 februari 1943, werd de Athelprincess, een achterblijver van konvooi UC-1, met als gezagvoerder kapitein Egerton Gabriel B. Martin, OBE, geraakt door twee torpedo's van de U-522, onder bevel van Herbert Schneider, en zonk ten slotte in positie 32°02’ Noord en 24°38’ West, ten westen van Madeira, Portugal. Eén bemanningslid ging hierbij verloren. Kapitein Martin, 42 bemanningsleden en zeven artilleristen werden opgepikt door HMS Weston (U 72) (Cdr. L.F. Durnford-Slater, RN), waarvan de bemanning van de Athelprincess naar de USS Hilary P. Jones (DD-427) werden overgebracht en die hen daarna naar San Juan,  Puerto Rico, overbrachten. 